# دریاچه تنوکی
دریاچه تنوکی (به لاتین: Lake Tanuki) یک مخزن سد در ژاپن است که در فوجی‌نومیا، شیزوئوکا واقع شده‌است.